# Ghislain de Bryas
Ghislain de Bryas (Artesië circa 1600 - circa 1650) was een militair uit Artesië in Spaanse dienst tijdens de Tachtigjarige Oorlog. 
Hij was officier in de Spaanse Nederlanden en kapitein-generaal in Spanje zelf.

## Levensloop
Ghislain de Bryas werd geboren, ergens in het graafschap Artesië, aan het begin van de 17e eeuw. Hij was een telg uit de familie de Bryas, een familie die vocht in Spaanse militaire dienst. Hij was heer van Molinghem (in Artesië). Deze titel had hij geërfd van zijn peetoom Ghislain de Nédonchel, aartsdiaken van Doornik. In 1620 vocht hij voor het eerst met de Spaanse troepen in de Spaanse Nederlanden. Hij was Spaans officier in de Tachtigjarige Oorlog maar ook in de pas ontstane Dertigjarige Oorlog, door de inmenging van kardinaal de Richelieu. 
In 1637 stormde de Bryas met zijn troepen tijdens de inname van Venlo tot in Venlo zelf. De Staatse troepen uit de Verenigde Provinciën leden hierbij (tijdelijk) zware schade. De Bryas werd gouverneur van Venlo. Een jaar later, in 1638, verdedigde de Bryas Geldern in Spaans Gelre. De troepen onder leiding van kardinaal-infante Ferdinand  kwamen hem ter hulp. Twee forten, zes kanonnen en drie standaarden van de Staatsen vielen in handen van het regiment van de Bryas. De Bryas werd gouverneur van Gelre en was een briljant officier voor de Spanjaarden. 

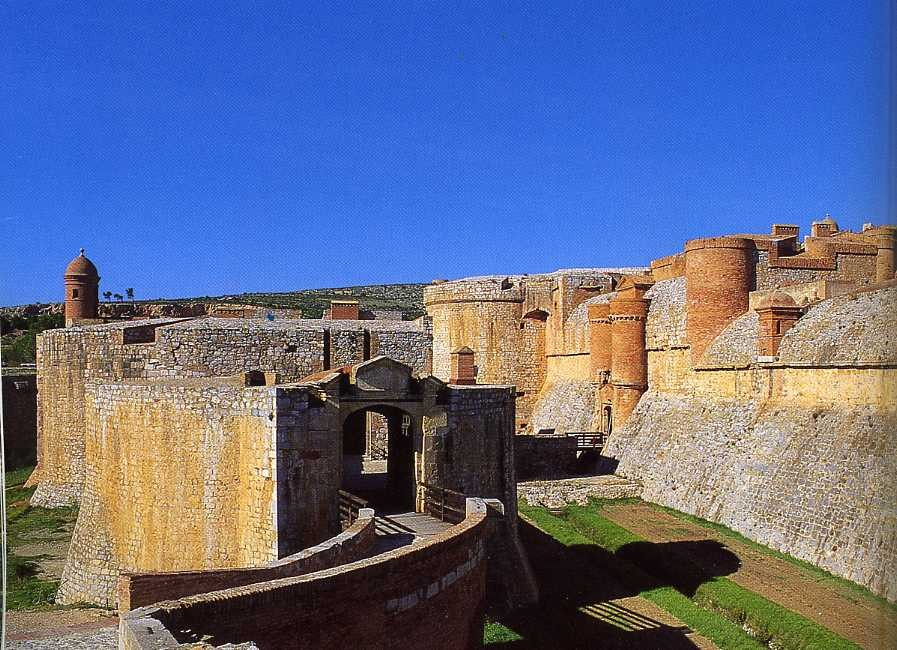
De Bryas veroverde het fort van Salses voor Spanje (vandaag Frans grondgebied).

In Spanje zelf werd het benard voor de Spaanse Kroon. Er waren opstanden in Catalonië en in Portugal. Kardinaal-infant Ferdinand stuurde de Bryas naar Spanje (1639). De Bryas stond aan het hoofd van 20 regimenten uit de Spaanse Nederlanden. De schepen vertrokken uit Duinkerke maar liepen veel vertraging op door aanvallen van Staatse troepen. Minister Olivares was over deze vertraging niet te spreken en stuurde een boze brief naar de Spaanse Nederlanden. Eenmaal in Spanje vochten de regimenten van de Bryas talrijke veldslagen. Ze veroverden, met andere Spaanse troepen, het fort van Salses, alsook de stad Tarragona. Hij liet zich opmerken door talrijke Franse officieren te arresteren die op Spaans grondgebied opereerden. Koning Filips IV van Spanje bevorderde de Bryas tot kapitein-generaal van de cavalerie. De Bryas vervoegde de artillerie van Aragon om Badajoz te veroveren. Hij versloeg de Portugezen bij Montijo en in Talavera.
De Spaanse Kroon bezorgde de Bryas eerbewijzen voor zijn veldslagen op Spaanse bodem:
- Lid van de Hoge Raad voor Oorlog (Spanje)
- Ridder in de Orde van Calatrava
- Commandeur van Molinos en van Lagunaroto
- Mestre de camp général, een eretitel voor Spaanse en Franse generaals, voor de Spaanse Nederlanden
- Erfelijk groot-baljuw voor de bossen van het graafschap Henegouwen
- Zijn heerlijkheid Molinghem in Artesië werd een markiezaat; sindsdan werd hij aangsproken als markies van Molinghem.

De Bryas stierf op een onbekende plaats. Hij liet geen nakomelingen na. Zijn neef Engelbert graaf van Bryas was zijn enige erfgenaam. De familie bewaarde alle documenten met eerbewijzen aan Ghislain de Bryas.